# Charles Samuel Myers

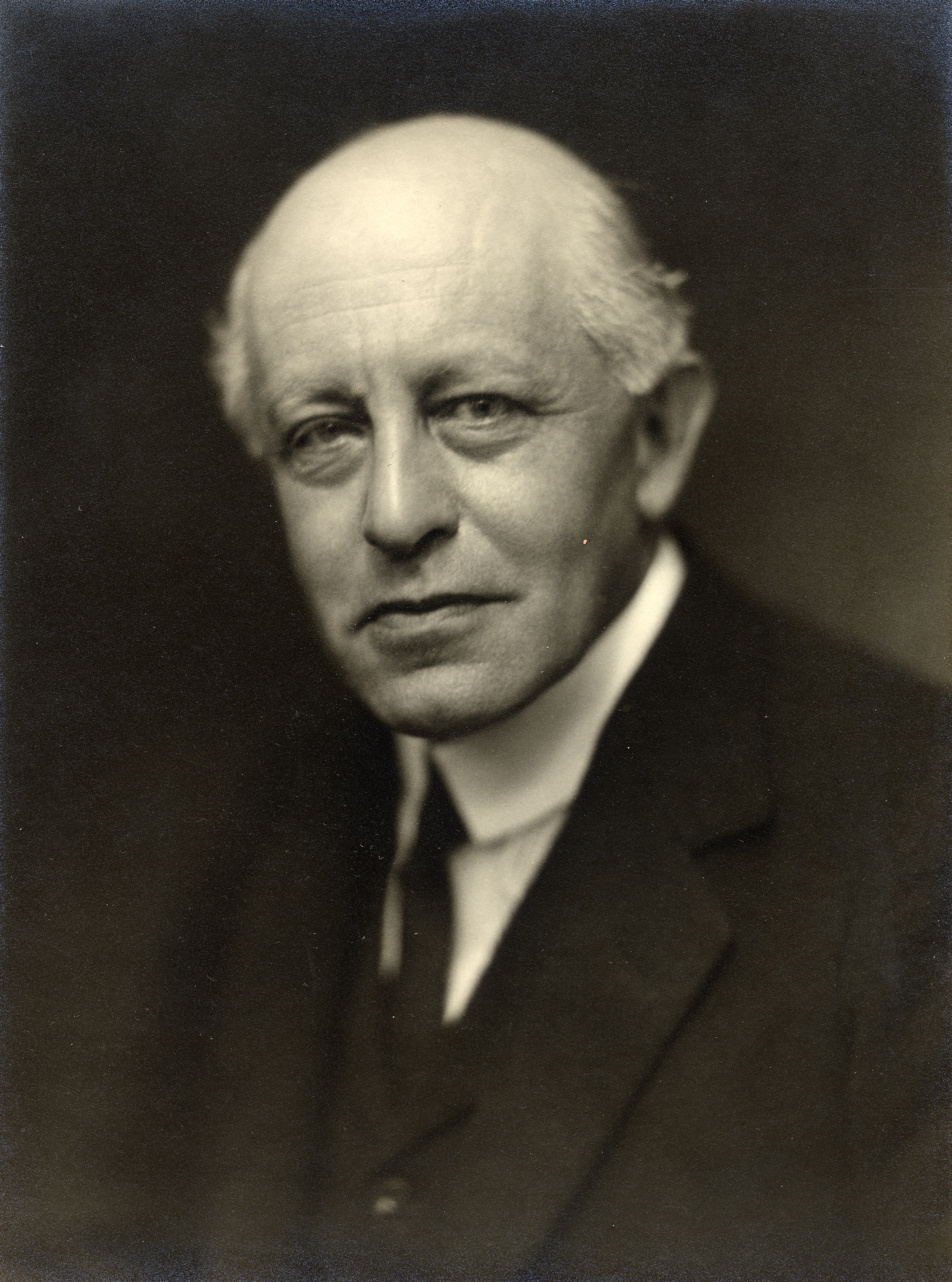
Charles Samuel Myers (um 1920)

Charles Samuel Myers (* 13. März 1873 in Kensington, London; † 12. Oktober 1946 in Winsford, Somerset) war ein englischer Psychiater und der älteste der fünf Söhne seiner Eltern Wolf Myers und Esther Eugenie Myers geb. Moses.

## Ausbildung
Myers ging zur City of London School. Er studierte am Gonville und Caius College an der Universität Cambridge Naturwissenschaften. Er machte eine praktische Ausbildung am St. Barthälomeus Krankenhaus in London.

## Forschung vor dem Ersten Weltkrieg
1898 nahm er an der von Alfred Cort Haddon organisierten anthropologischen Expedition zur Torres Strait mit W. H. R. Rivers und William McDougall teil. Nach der Rückkehr erhielt er erneut eine Stellung am St. Barthälomeus Krankenhaus in London. Dann ging er nach Cambridge und unterstützte Rivers bei dessen Forschungen zur Sinneswahrnehmung. Von 1906 bis 1909 hatte er einen Lehrstuhl für Psychologie an der Universität London. 1909 begann er als erster Universitätslehrer in einer Vollzeitstellung an der Universität Cambridge Experimentelle Psychologie zu unterrichten. 1911 wurde er mit Rivers zusammen Herausgeber des British Journal of Psychology, dessen alleiniger Herausgeber war er von 1914 bis 1924. 1912 richtete Myers das erste Labor für Experimentelle Psychologie an einer britischen Universität ein, dessen Direktor er bis 1930 blieb.

## Arbeit während des Ersten Weltkriegs
Myers diente als Sanitätsoffizier ab 1915 im Royal Army Medical Corps und war ab 1916 als Psychologe in Le Touquet, Frankreich tätig. Es wird gesagt, dass er den Begriff "Shell Shock" (de: Granatenschock) durch einen Artikel im The Lancet 1915 prägte. Seine ausführliche Darstellung dieses Zustandes, welcher auch als Kriegsneurose bekannt wurde, veröffentlichte er erst 1940.

## Nachkriegszeit
Nach dem Ende des Krieges kehrte Myers auf seinen Lehrstuhl nach Cambridge zurück. Ab 1922 leitete er in London auch das National Institute of Industrial Psychology, das er 1921 mit Henry John Welch gegründet hatte.

## Mitgliedschaften
Am 5. März 1895 wurde Myers in den Bund der Freimaurer aufgenommen (Isaac Newton Lodge No. 859, Cambridge). 1908 wurde er zum Logenmeister der Alma Mater Lodge No. 1492 in Cambridge gewählt.